# Donji Ribnik (Trstenik)
Pour les articles homonymes, voir Donji Ribnik.
Donji Ribnik (en serbe cyrillique : Доњи Рибник) est un village de Serbie situé dans la municipalité de Trstenik, district de Rasina. Au recensement de 2011, il comptait 534 habitants.

## Démographie

### Évolution historique de la population
| 1948 | 1953 | 1961 | 1971 | 1981 | 1991 | 2002 | 2011 |
| ---- | ---- | ---- | ---- | ---- | ---- | ---- | ---- |
| 461  | 421  | 455  | 471  | 616  | 632  | 624  | 534  |

|  |